# Седнівка
Се́днівка — село в Україні, в Устинівській селищній громаді Кропивницького району Кіровоградської області. Населення становить 694 особи. Колишній орган місцевого самоврядування — Седнівська сільська рада.

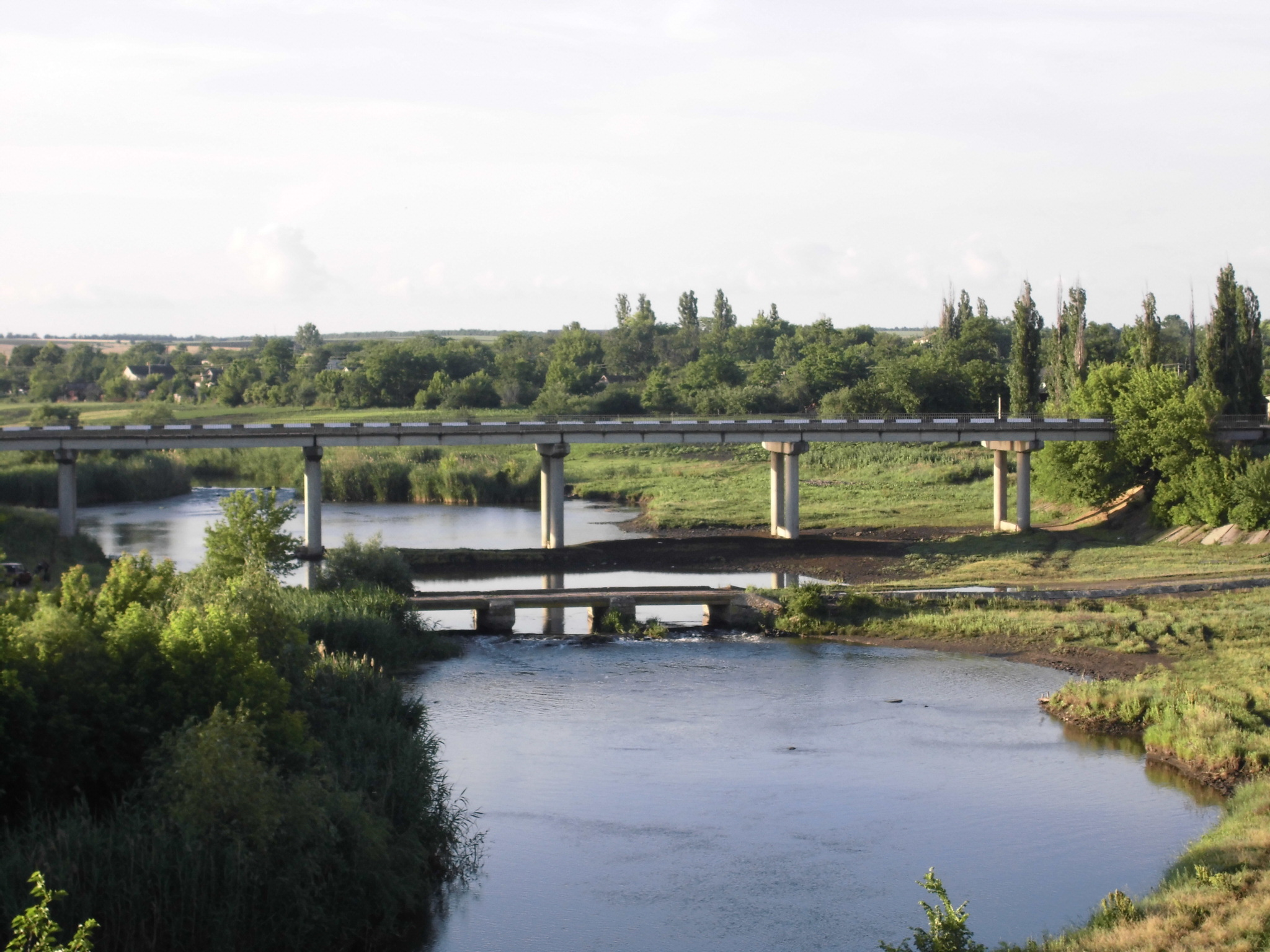
Мости через річку Інгул

Дістатися до населеного пункту можна шосейним шляхом з центру громади смт Устинівка на південь до м. Бобринець. Седнівка розташована по обидва боки Інгулу. Через річку збудовані два мости — часів нацистської окупації та з 80-х років минулого століття.

## Історія
Орієнтовно 1795 року поміщик Омелян Іванович Седнєв на невеликому хуторі в долині повноводного Інгулу збудував собі маєток і оселив поблизу своїх кріпаків. Поступово хуторець перетворився на село, яке чумаки, що ходили шляхом через нього до Криму, назвали Седнівкою. Вигідне положення на торговому шляху стало приводом для того, щоб у селі почали організовуватися великі ярмарки. А в 40-х рр. ХІХ ст. воно було віднесено до розряду торгових містечок. У 1884 році в ньому відкрита церковно-приходська школа.
У кінці 1919 року в Седнівці розпочалась тривала радянська окупація.
1923 рік відзначився утворенням ТСОЗ «Радробітник», на його базі в 1932 році було утворено колгосп « Комунар», який у 1952 році перейменували у колгосп імені Карла Маркса, що припинив своє існування після розпаювання земель.
У Седнівці існувала Свято-Ільїнська церква, але у 1933 році її зруйнували. На початку 30-х рр. у селі створили механіко-тракторну станцію (МТС), яку ліквідували у 1958 році, проте на її базі почала своє функціонування районна технічна станція (Райсільгосптехніка), вона діяла до 1990 року.
На даний момент на території Седнівської сільської ради діє приватне сільськогосподарське підприємство «Седнівське»

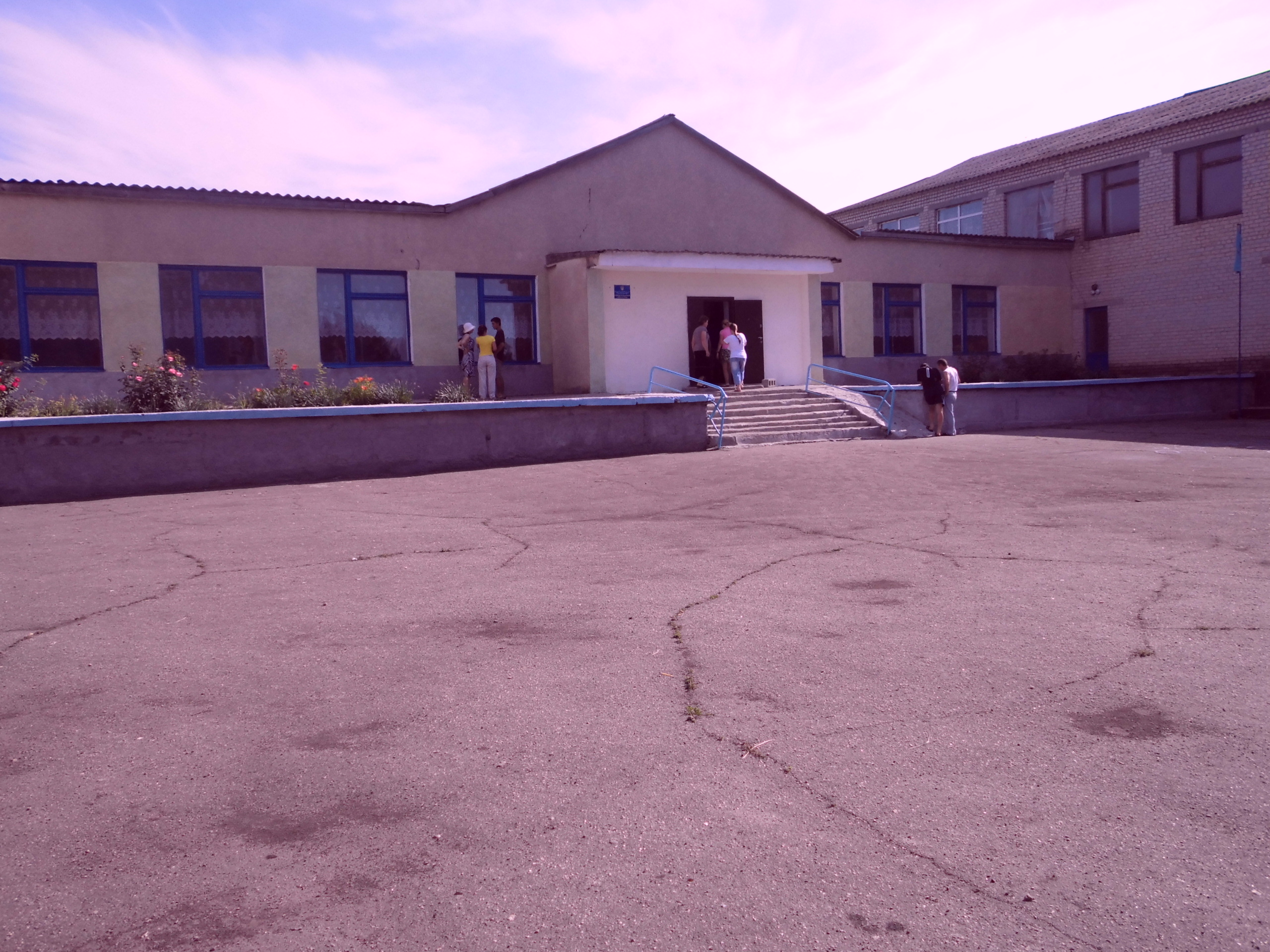
Седнівська ЗШ І-ІІІ ступенів

## Населення
Згідно з переписом УРСР 1989 року чисельність наявного населення села становила 797 осіб, з яких 362 чоловіки та 435 жінок.
За переписом населення України 2001 року в селі мешкало 687 осіб.

### Мова
Розподіл населення за рідною мовою за даними перепису 2001 року:
| Мова       | Відсоток |
| ---------- | -------- |
| українська | 96,21 %  |
| молдовська | 1,02 %   |
| вірменська | 0,73 %   |
| російська  | 0,73 %   |
| білоруська | 0,29 %   |
| інші       | 1,02 %   |

## Інфраструктура

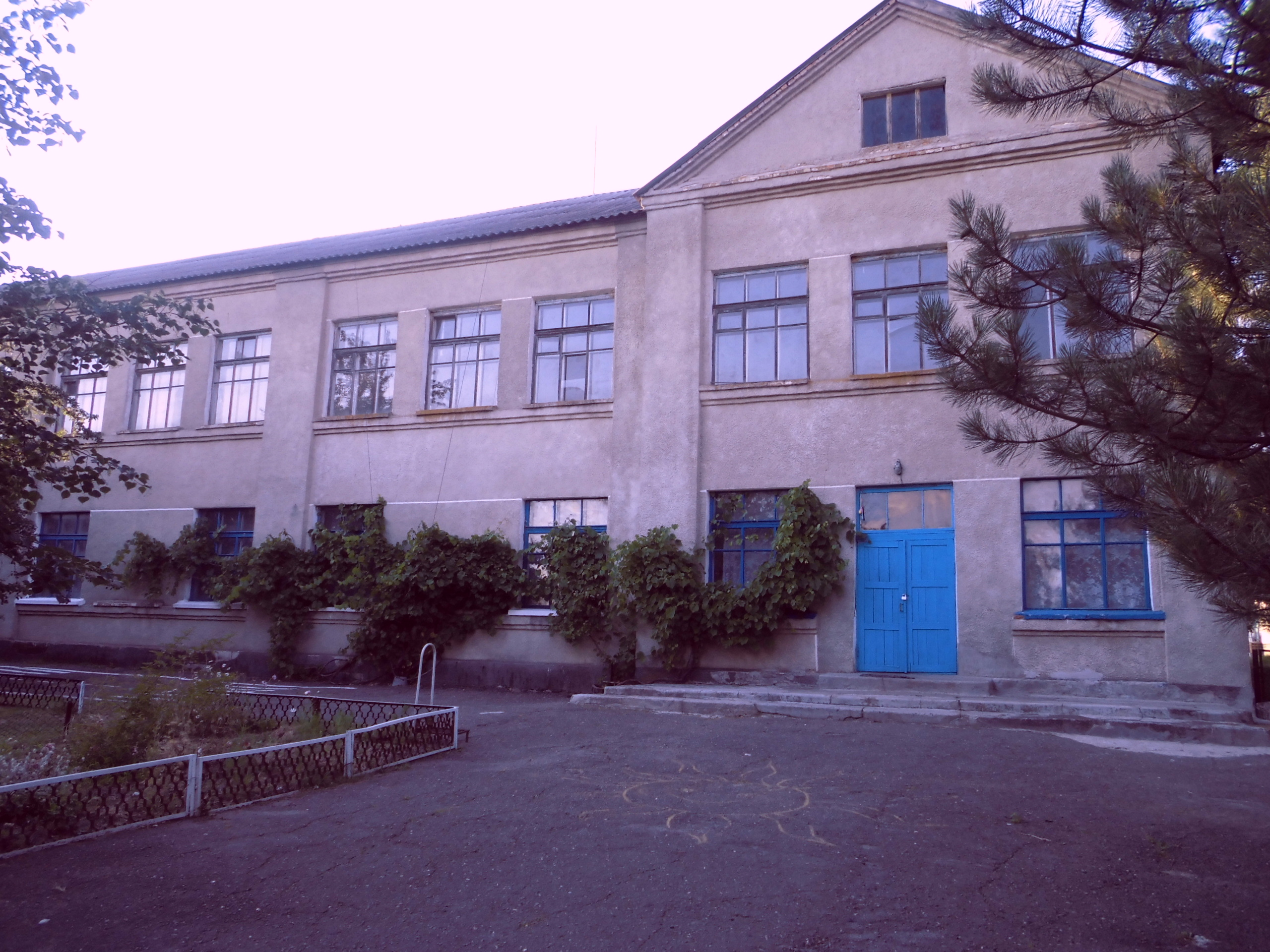
Дитячий садок — стара школа

На території села знаходяться: загальноосвітня школа І-ІІІ ступенів, дитячий садок, сільська рада, 3 магазини, фельдшерсько-акушерський пункт, відділення зв'язку, будинок культури.

## Археологічні знахідки
Неподалік Седнівки в середині ХХ ст. археологи розкопали скіфський курган IV ст. до н. е., де знайшли посуд доби залізної бронзи та скіфські прикраси. Це дозволяє стверджувати, що територію поблизу нашого села свого часу населяли східно-слов'янські племена уличів. Однак під тиском нападів печенігів, хозарів вони переселилися на захід в межиріччя Південного Бугу та Інгулу.

## Відомі особистості Седнівки
Седнівка завжди пишалася своїми мешканцями.
- Добробабенко Богдан Григорович (1975—2022) — капітан Збройних сил України, учасник російсько-української війни. Герой України (посмертно).

Одними із найшанованіших до цього часу (хоч вони уже і відійшли в інший світ) залишаються: Павло Федорович Вишняк — невтомний трудівник, ветеран Другої світової війни. Був учасником Сталінградської битви, бив ворога на Курській дузі, на просторах Білорусі, нагороджений орденами Червоного Прапора, Вітчизняної війни, багатьма медалями; Семен Леонтійович Пінзул – талановитий керівник, за часів головування якого (60-70-ті роки ХХст.) колгосп імені Карла Маркса був серед числа мільйонерів, завдяки трудовим досягненням про нього знали в усій Україні.
Село в різні часи славилося на Кіровоградщині сильним педагогічним колективом місцевої школи.

##### Варто згадати таких освітян

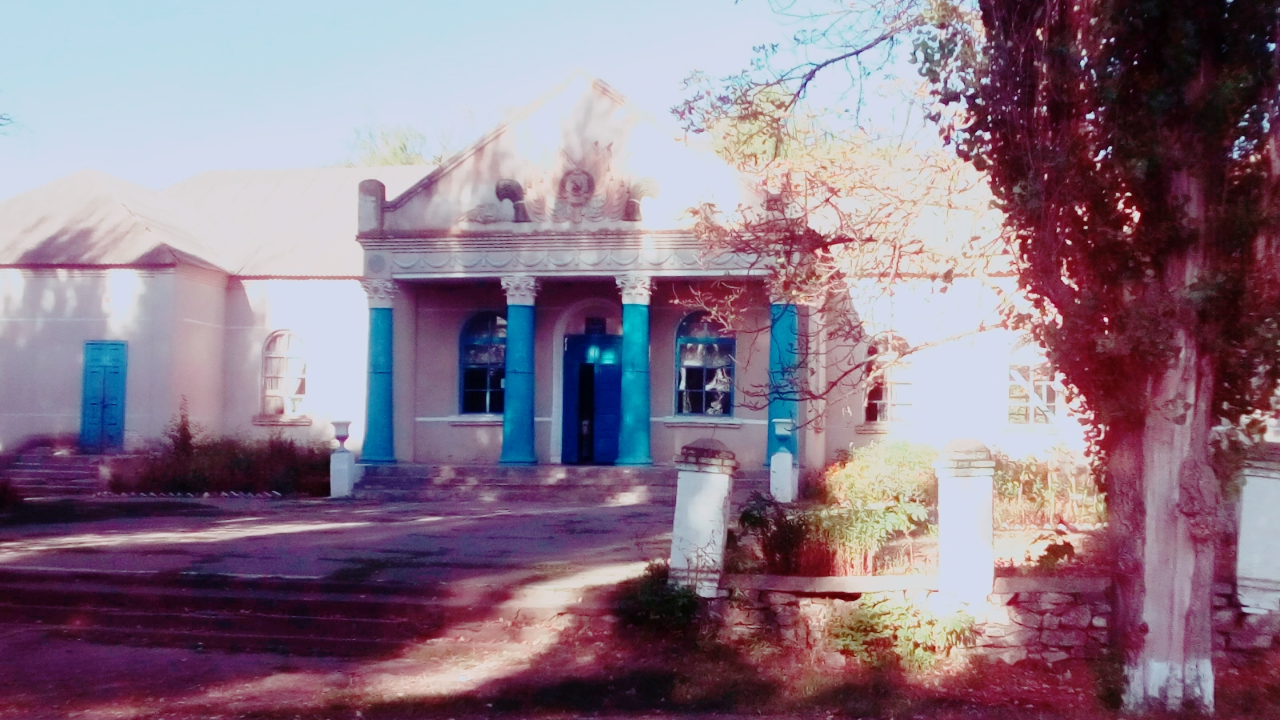
Будинок культури

- Литвиненко М. І. (учасник Великої Вітчизняної війни, довгий час пропрацював  завучем школи, вчитель української літератури);
- Литвиненко К. Ю. (Відмінник народної освіти, вчитель української мови);
- Кодрул М. М. (Відмінник народної освіти, вчитель фізики);
- Кодрул О. Ф. (Відмінник народної освіти, вчитель математики);
- Пустовойченко Т. М. (Відмінник народної освіти, вчитель хімії і біології);
- Резніченко М. С. (більше 20 років керував школою, спеціаліст вищої категорії, вчитель математики);
- Резніченко А. Ф. (учитель-методист, вчитель російської мови, світової літератури);
- Ступка Л. А. (старший учитель, вчитель німецької мови);
- Чередніченко В. В. (Відмінник освіти України, вчитель історії з 55-річним стажем);
- Вербова А. М. (Заслужений учитель України, вчитель української мови та літератури);
- Коваленко О. М. (Заслужений учитель України, вчитель музики).

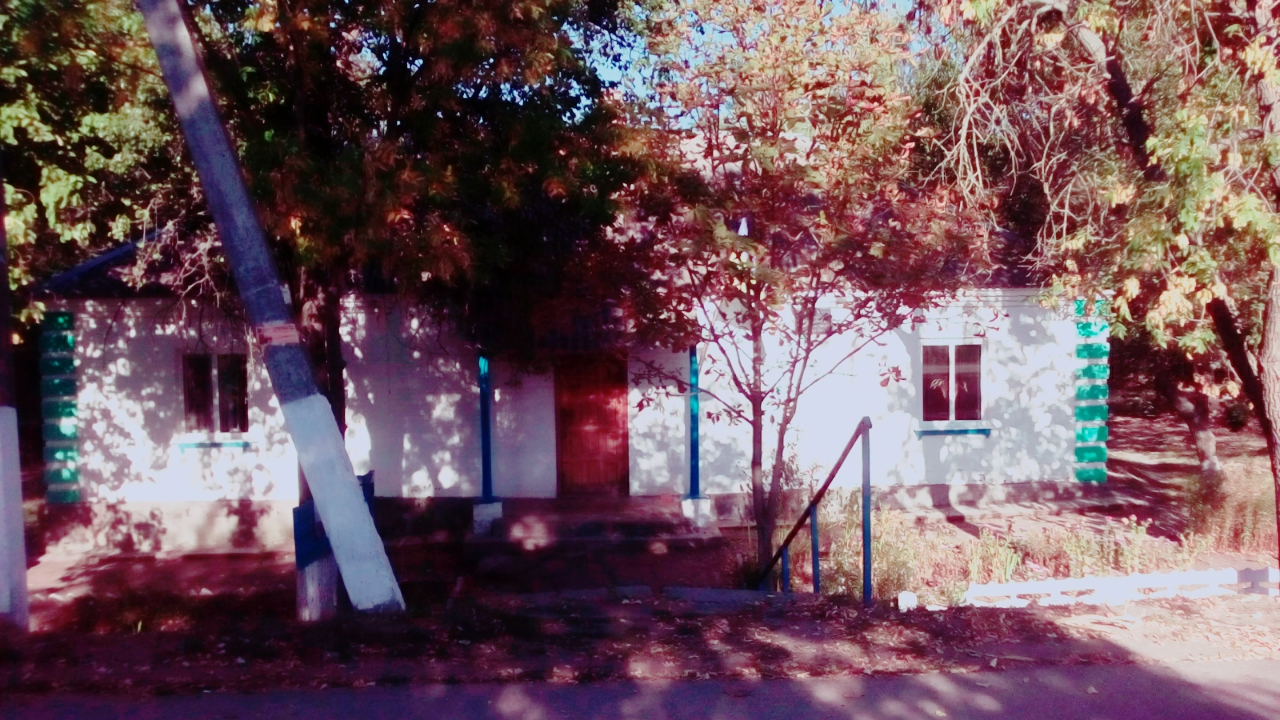
Сільська рада

##### Седнівка— мала батьківщина для
- Кодрула Т. М. — геолога, професора Московського університету;
- Гордієнка Г. Ф. — військового будівельника (брав участь у будівництві космодрому
- Байконур, зокрема шахт для ракетних установок);
- Дубченко Ю. П. — кандидата хімічних наук, доцента Дніпропетровського університету;
- Пустовойченко (Дудник) С. В. — кандидата біологічних наук, доцента Національного університету біоресурсів і природокористування України (м. Київ);
- Силаєвої О. Я. — Заслуженого лікаря України;
- Шпудейко Г. І. — поетеси;
- Шпирко О. Л. — поетеси, члена Спілки письменників України з 2014 року[6];
- Горбатюка В. Г. — кобзаря, Заслуженого діяча культури.